# Tito Carvalho
Tito Carvalho (Orleans, 4 de janeiro de 1896 — Florianópolis, 15 de julho de 1965) foi um jornalista e cronista brasileiro. Foi um autor da chamada “renovação cultural” da década de 1920 de Florianópolis.

## Vida
Filho de Antônio Gomes de Carvalho.

## Carreira
Fundou juntamente com Godofredo Marques a "Gazeta Orleanense", o primeiro jornal de Orleans.
Ingressou na Academia Catarinense de Letras em 15 de fevereiro de 1924, ocupando a cadeira 13. Foi recebido por Barreiros Filho.

## Publicações
- Bulha d'Arroio, 1939
- Vida Salobra, 1963
- Gente do meu Caminho